# Bojongsari (Losari)
Bojongsari is een bestuurslaag in het regentschap Brebes van de provincie Midden-Java, Indonesië. Bojongsari telt 6798 inwoners (volkstelling 2010).